# Летний снег
«Летний снег» (иер. трад. 女人四十, упр. 女人四十, кант.-рус.: Ну рен си ши, англ. Summer Snow) — гонконгская мелодрама с элементами комедии 1995 года режиссёра Энн Хёй. Главные роли в фильме исполнили Джозефин Сяо и Рой Чяо.
Картина была отмечена на многих международных и локальных кинофестивалях. Фильм получил десять номинаций на 15-й Гонконгской кинопремии, одержав победу в шести. На 45-м Берлинском международном кинофестивале Джозефин Сяо завоевала «Серебряного медведя» за лучшую женскую роль.

## Сюжет
Жизнь Мэй (Джозефин Сяо) расписана по минутам: она работает в торговой компании, воспитывает сына-школьника, ведёт семейное хозяйство. Всё меняется, когда от инсульта умирает её свекровь, а у свёкра (Рой Чяо) обнаруживают болезнь Альцгеймера. С этого момента жизнь семьи Сан превращается в кошмар. Старый мистер Сан периодически уходит из дома в неизвестном направлении, кричит по ночам, ведёт себя грубо. Вся семья желает отправить старика в дом престарелых.

## В ролях
- Джозефин Сяо — Мэй Сун
- Рой Чяо — Лин Сун
- Ло Кар-ин[англ.] — Бин Сун
- Син-хун Там[англ.] — Ин Сун (мать Бина)
- Аллен Тинг — Аллен Сун
- Кун-Лан Ло — Лан Сун
- Ха Пин[англ.] — миссис Хан
- Шун Лау — мистер Ло
- Патриция Чинг Йи Чонг[англ.] — Кэрри Чин (невестка)
- Джин Цанг — Дженис
- Энн Хёй — соседка
- Фай Чоу — брат Бина
- Стивен Фанг[англ.] — Кэннон

## Награды и номинации
| Награды                                     | Награды                                                         | Награды              | Награды   |
| Кинопремия                                  | Категория                                                       | Лауреат / претендент | Результат |
| ------------------------------------------- | --------------------------------------------------------------- | -------------------- | --------- |
| 15-я Гонконгская кинопремия                 | Лучший фильм                                                    | Летний снег          | Победа    |
| 15-я Гонконгская кинопремия                 | Лучшая режиссёрская работа                                      | Энн Хёй              | Победа    |
| 15-я Гонконгская кинопремия                 | Лучшая женская роль                                             | Джозефин Сяо         | Победа    |
| 15-я Гонконгская кинопремия                 | Лучшая мужская роль                                             | Рой Чяо              | Победа    |
| 15-я Гонконгская кинопремия                 | Лучшая мужская роль второго плана                               | Ло Кар-ин            | Победа    |
| 15-я Гонконгская кинопремия                 | Лучший сценарий                                                 | Чань Мань-Кён        | Победа    |
| 15-я Гонконгская кинопремия                 | Лучшая работа художника                                         | Янк Вонг, Теренс Фок | Номинация |
| 15-я Гонконгская кинопремия                 | Лучший монтаж                                                   | Йи Шун Вонг          | Номинация |
| 15-я Гонконгская кинопремия                 | Лучший новый актёр                                              | Аллен Тинг           | Номинация |
| 15-я Гонконгская кинопремия                 | Лучшая женская роль второго плана                               | Кун-Лан Ло           | Номинация |
| 1-я Премия "Золотая Баухиния"               | Лучший фильм                                                    | Летний снег          | Победа    |
| 1-я Премия "Золотая Баухиния"               | Лучший режиссёр                                                 | Энн Хёй              | Победа    |
| 1-я Премия "Золотая Баухиния"               | Лучший актёр                                                    | Рой Чяо              | Победа    |
| 1-я Премия "Золотая Баухиния"               | Лучшая актриса                                                  | Джозефин Сяо         | Победа    |
| 1-я Премия "Золотая Баухиния"               | Лучший актёр второго плана                                      | Ло Кар-ин            | Победа    |
| 1-я Премия "Золотая Баухиния"               | Лучший сценарий                                                 | Чань Мань-Кён        | Победа    |
| 32-я Золотая лошадь                         | Лучший фильм                                                    | Летний снег          | Победа    |
| 32-я Золотая лошадь                         | Лучший режиссёр                                                 | Энн Хёй              | Номинация |
| 32-я Золотая лошадь                         | Лучшая актриса                                                  | Джозефин Сяо         | Победа    |
| 32-я Золотая лошадь                         | Лучший актёр второго плана                                      | Ло Кар-ин            | Победа    |
| 32-я Золотая лошадь                         | Лучшая операторская работа                                      | Марк Ли Пинбин       | Победа    |
| 2-я Премия Общества кинокритиков Гонконга   | Лучший фильм                                                    | Летний снег          | Победа    |
| 2-я Премия Общества кинокритиков Гонконга   | Лучшая актриса                                                  | Джозефин Сяо         | Победа    |
| 45-й Берлинский международный кинофестиваль | Премия «Серебряный медведь» за лучшую женскую роль              | Джозефин Сяо         | Победа    |
| 45-й Берлинский международный кинофестиваль | Приз экуменического (христианского) жюри (конкурсная программа) | Летний снег          | Победа    |